# Lydia Bourouiba
Lydia Bourouiba est une physicienne canadienne. Elle est professeur au Massachusetts Institute of Technology (MIT), où elle dirige le Fluid Dynamics of Disease Transmission Laboratory,. Elle est également membre de la Harvard-MIT Health Sciences and Technology Faculty et de l'Affiliate Faculty of Harvard Medical School.
Les recherches de Bourouiba portent sur la transmission des maladies via des modèles de dynamique des fluides. Elle étudie les émissions d'agents pathogènes respiratoires, des travaux qui ont des implications importantes pour la pandémie de COVID-19 et pour limiter la transmission de la maladie à coronavirus et des futures pandémies. En 2021, elle est élue membre de la Société américaine de physique.

## Biographie
Lydia Bourouiba passe une partie de son enfance en Algérie, pendant la guerre civile algérienne. Elle vit également un temps en France.
Au cours des années 2000, Bourouiba fait des études en mathématiques et physique à l'Université McGill. Elle y fait ensuite un doctorat, lors duquel elle développe une description théorique de l'écoulement des fluides turbulents,.
Après ses études, elle rejoint le département de mathématiques du MIT. C'est à ce moment qu'elle se spécialise sur l'étude des « événements expiratoires violents » tels la toux et des éternuements,. Elle a également travaillé à Toronto au Centre for Disease Modeling où elle a modélisé la propagation de la grippe .

## Prix et distinctions
Le Groupe Bourouiba reçoit le Prix Tse Cheuk Ng Tai de la Recherche Innovante en Sciences de la Santé en 2014.
Bourouiba reçoit le Smith Family Foundation Odyssey Award pour la recherche scientifique fondamentale à haut risque/haut rendement en 2018 et le Ole Madsen Mentoring Award en 2019.
En 2021, Bourouiba est élue membre de la Société américaine de physique, dans la Division de dynamique des fluides, pour ses « travaux fondamentaux visant à élucider quantitativement les mécanismes de l'impact et de la fragmentation des gouttelettes et pour avoir été le pionnier d'un nouveau domaine à l'intersection de la dynamique des fluides et de la transmission de pathogènes respiratoires et alimentaires avec des contributions claires et tangibles à la santé publique ».

## Publications sélectionnées
- (en) Bourouiba, « Fluid Dynamics of Respiratory Infectious Diseases », Annual Review of Biomedical Engineering, vol. 23, no 1,‎ 13 juillet 2021, p. 547–577 (ISSN 1523-9829, DOI 10.1146/annurev-bioeng-111820-025044, lire en ligne)
- (en) Bourouiba, « The Fluid Dynamics of Disease Transmission », Annual Review of Fluid Mechanics, vol. 53, no 1,‎ 5 janvier 2021, p. 473–508 (ISSN 0066-4189, DOI 10.1146/annurev-fluid-060220-113712, lire en ligne)
- (en) Bourouiba, « Turbulent Gas Clouds and Respiratory Pathogen Emissions: Potential Implications for Reducing Transmission of COVID-19 », JAMA, vol. 323, no 18,‎ 12 mai 2020, p. 1837–1838 (ISSN 0098-7484, DOI 10.1001/jama.2020.4756, lire en ligne)
- (en) Bahl, Doolan, de Silva et Chughtai, « Airborne or Droplet Precautions for Health Workers Treating Coronavirus Disease 2019? », The Journal of Infectious Diseases,‎ 16 avril 2020 (ISSN 0022-1899, DOI 10.1093/infdis/jiaa189, lire en ligne)
- (en) Weitz, Stock, Wilhelm et Bourouiba, « A multitrophic model to quantify the effects of marine viruses on microbial food webs and ecosystem processes », The ISME Journal, vol. 9, no 6,‎ 30 janvier 2015, p. 1352–1364 (ISSN 1751-7362, PMID 25635642, PMCID 4438322, DOI 10.1038/ismej.2014.220)
- (en) Bourouiba, Dehandschoewercker et Bush, « Violent expiratory events: on coughing and sneezing », Journal of Fluid Mechanics, vol. 745,‎ 2014, p. 537–563 (ISSN 0022-1120, DOI 10.1017/jfm.2014.88, Bibcode 2014JFM...745..537B, lire en ligne)
- (en) Bourouiba et Bartello, « The intermediate Rossby number range and two-dimensional–three-dimensional transfers in rotating decaying homogeneous turbulence », Journal of Fluid Mechanics, vol. 587,‎ 31 août 2007, p. 139–161 (ISSN 0022-1120, DOI 10.1017/s0022112007007124, Bibcode 2007JFM...587..139B)[12]